# Caulokaempferia jirawongsei
Caulokaempferia jirawongsei är en enhjärtbladig växtart som beskrevs av Chayan Picheansoonthon och Mokkamul. Caulokaempferia jirawongsei ingår i släktet Caulokaempferia och familjen Zingiberaceae.
Artens utbredningsområde är Thailand. Inga underarter finns listade i Catalogue of Life.